# Чілла Форіан
Чілла Форіан (угор. Fórián Csilla; народилася 2 січня 1969 у м. Дебрецені, Угорщина) — угорська бадмінтоністка.
Учасниця Олімпійських ігор 1992 в одиночному розряді і парному розрядах. В одиночному розряді у першому раунді поступилась Астрід ван дер Кнап з Нідерландів — 0:2. У парному розряді у першому раунді пара Андреа Дако/Чілла Форіан поступилась парі Катрін Шмідт/Керстін Уббен з Німеччини — 0:2.
Чемпіон Угорщини в одиночному розряді (1989, 1997, 2006), в парному розряді (1990, 1992, 1993, 1995, 1997, 2000, 2001, 2003, 2005, 2006), в змішаному парному розряді (1989, 1990, 1993, 1996, 1997, 1999, 2000, 2001, 2002, 2003, 2004).
Переможниця Cyprus International в змішаному парному розряді (1991).